# Cirratulus patagonicus
Cirratulus patagonicus är en ringmaskart som först beskrevs av Johan Gustaf Hjalmar Kinberg 1866.  Cirratulus patagonicus ingår i släktet Cirratulus och familjen Cirratulidae.
Artens utbredningsområde är havet kring Nya Zeeland. Inga underarter finns listade i Catalogue of Life.